# Békéssámson
Békéssámson es un pueblo húngaro perteneciente al distrito de Orosháza, condado de Békés.

## Superficie
Cuenta con una superficie de 71,21 km².

## Demografía
Hasta 2024 la población era de 2155 habitantes, con una densidad de población de 30,26 hab/km².
| Gráfica de evolución demográfica de Békéssámson entre 2020 y 2024 |
|                                                                   |
| Datos según la Oficina Central de Estadística de Hungría.         |